# Eve Rotthoff
Eve Rotthoff (* 27. April 1939 in Zapfengrund (Ostpreußen)) ist eine deutsche Politikerin (CDU) und ehemalige Abgeordnete des Hessischen Landtags.
Eve Rotthoff flüchtete 1944 aus Ostpreußen nach Hamdorf in Schleswig-Holstein, wo sie später auch zur Schule ging. Nach ihrem Studium arbeitete sie als Sport- und Gymnastiklehrerin in Realschulen und Gymnasien im Saarland, Baden-Württemberg und in Nordrhein-Westfalen. Ab 1972 war sie im Landkreis Kassel ansässig, im selben Jahr trat sie auch der CDU bei. Sie gehörte von 1981 bis 1985 und wieder von 1989 bis 1991 der Gemeindevertretung in Helsa an, zuletzt als stellvertretende Vorsitzende. Ab dem 5. April 1991 war sie Abgeordnete im Landtag von Hessen, bis sie am 31. Dezember 1997 ihr Mandat niederlegte. Ihr Nachfolger wurde Uwe Brückmann.
Von 1991 bis 1995 gehörte Rotthoff dem Ausschuss für Landwirtschaft, Forsten und Landesentwicklung und dem Ausschuss für Wissenschaft und Kunst an. Von 1991 bis 1997 war sie Mitglied im Petitionsausschuss des hessischen Landtages.